# Archisotoma theae
Archisotoma theae is een springstaartensoort uit de familie van de Isotomidae. De wetenschappelijke naam van de soort is voor het eerst geldig gepubliceerd in 1980 door Fjellberg.